# Pawłowiczki

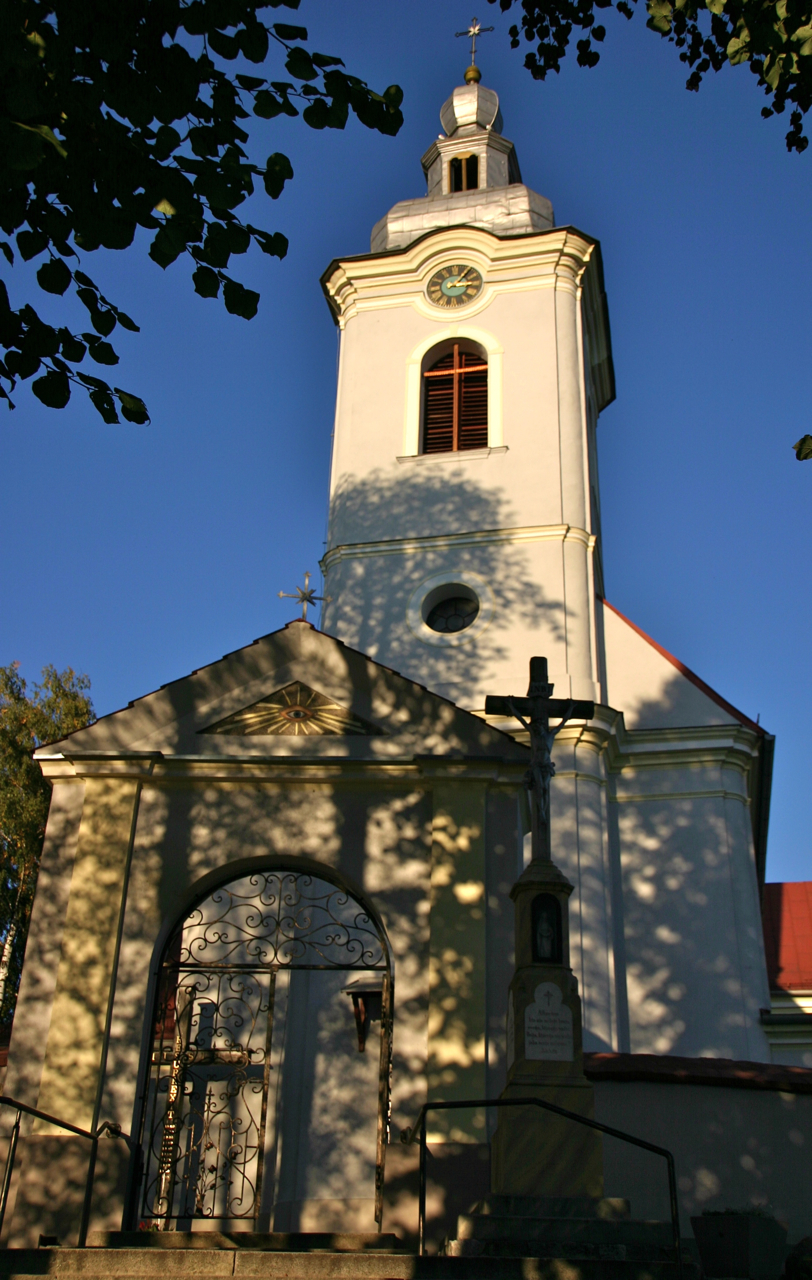

Pawłowiczki (Duits: Pawlowitzke, na 1766 Gnadenfeld) is een dorp in het Poolse woiwodschap Opole (woiwodschap naar analogie met het Hertogdom Opole), in het district Kędzierzyńsko-Kozielski.

## Pawłowiczki
De naam Pawlowitcz komt in 1453 voor het eerst in een akte voor. Het behoorde toen tot het dingspel Rzetzitz. In 1742 werd Pawlowitzke deel van Pruisen. In 1766 kreeg het dorp de naam Gnadenfeld en in 1816 werd het aan de gemeente Cosel toegevoegd. Van 1844 tot 1939 groeide het inwonertal van 352 naar 2.045. Na 1945 werd de Duitse bevolking uit Opper-Silezië verdreven, nadat de Conferentie van Potsdam het gebied onder gezag van de communistische Poolse regering plaatste. De plaats maakt nu deel uit van de gemeente Pawłowiczki en telt 1300 inwoners, voornamelijk Polen afkomstig uit de huidige Oekraïne (Lviv).

## Verkeer en vervoer
- Station Pawłowiczki

## De hernhutters
In 1766 verkreeg de hernhutter Ernst Julius von Seidlitz het dorp Pawlowitzke voor zijn zoon Friedrich von Seidlitz. Ten zuiden van het dorp stichtte hij een nederzetting voor hernhutters. Deze nederzetting kreeg de naam: Gnadenfeld. In 1771 en 1772 werden de eerste gebouwen op erfpachtgrond gebouwd en uitgegeven. In Friedrich II de Herrnhuttergemeenschap Gnadenfeld, die behoorde tot de Direktion der Brüder-Unität in Berthelsdorf bij Herrnhut. De koning gaf in 1780 toestemming tot de bouw van een gebedshuis, dat in 1781 en 1782 werd gebouwd. Er ontstond een vierkant plein met het gebedshuis in het midden. Dit huis werd ook als school en als gemeentehuis gebruikt.